# Jalmar Furuskog

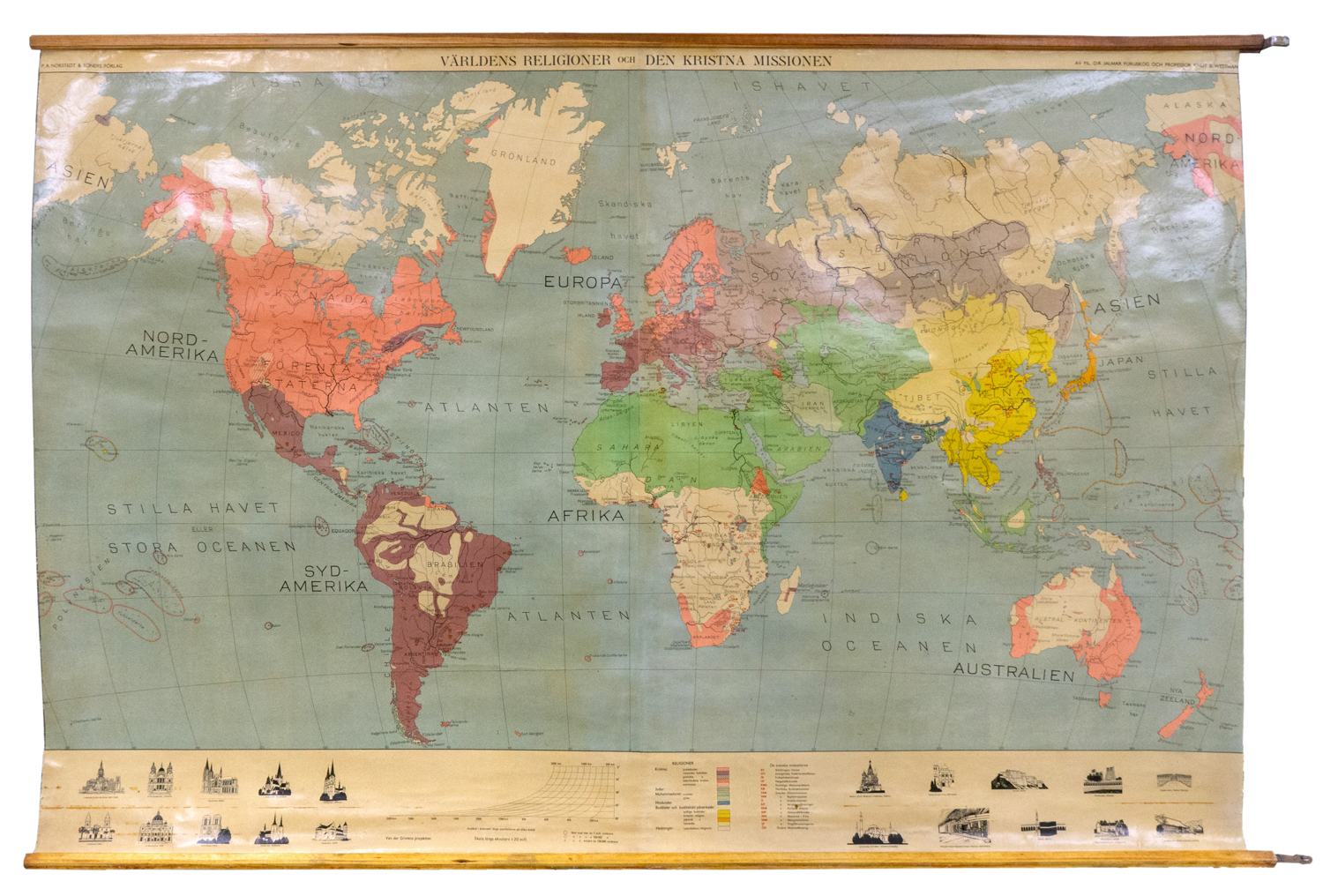
Rullad klassrumskarta, en temakarta över "Väldens religioner och kristna missionen" efter Jalmar Furuskog och Knut B. Westman, från Sörmlands museums samlingar och tidigare i Vasaskolan i Strängnäs. Tryck på vaxat papper och monterat på textil. 2,10 meter x 1,40 meter. Utgiven av P.A. Norstedt & Söner, 1900-talets första hälft.

Karl Jalmar Furuskog, född 18 januari 1887, död 1951,var en svensk skolman.
Jalmar Furuskog var son till bergsmannen Theodard Andersson och Mathilda Andersson (1842-1910) Han hade tre äldre syskon och växte upp på en liten skogsgård vid sjön Kviddtjärn i Håkansboda i Järnboås församling i Örebro län i Västmanland. Den låg "längst upp i den skogigaste och vildaste trakten av Nora bergslag". Bergsbruket var sedan länge nedlagt, och familjen försörjde sig på jordbruk med fyra kor och en häst, och med kolmilning som biinkomst. Gården låg nästan tio kilometer från kyrka, missionshus, järnvägsstation och handelsbod. 
Han avlade mogenhetsexamen vid Karlstads högre allmänna läroverk 1906 och studerade vid Uppsala universitet från samma år. Han tog fil. kand.-examen 1910, fil. mag.-examen 1911 och skrevs in på Stockholms högskola 1913. Han tjänstgjorde som adjunkt vid samrealskolan i Vadstena 1914-1920 och blev fil. lic. vid Stockholms högskola 1920. Samma år tillträdde han som rektor på samrealskolan i Filipstad. År 1924 disputerade han i kulturgeografi vid Lunds universitet på avhandlingen De värmländska järnbruksbygderna.
Han hade under hela sitt liv politiska uppdrag för Socialdemokraterna i städerna Vadstena och Filipstad samt i Värmlands läns landsting och olika uppdrag inom nykterhets- och hembygdsrörelserna. Han satt också i 1944 års nykterhetskommitté och blev ordförande i Radionämnden 1947. Jalmar Furuskog utgav ett flertal skrifter i geografiska ämnen och i alkoholfrågan och var från 1921 ledarskribent i nykterhetstidningen Reformatorn. Han skildrade också folkrörelsernas genombrott i sina arbeten En stormig tid (1949) och De unga åren: Ungdomsminnen 1887-1911 (1951). Han redigerade ett flertal väggkartor för skolbruk.
Jalmar Furuskog gifte sig 1914 i Filipstad med Hildur Gustava Kristina Josefsson (1887-1956).